# Palol Sabaldòria
Palol Sabaldòria és un antic nucli de població del municipi de Vilafant (Alt Empordà) inclòs en l'Inventari del Patrimoni Arquitectònic de Catalunya.

## Descripció
Situat a un quilòmetre a llevant del nucli urbà de la població de Vilafant pel camí de la Bòbila, damunt d'un petit turonet poc elevat sobre el marge esquerre del riu Manol. Es tracta d'un antic nucli format per les restes de l'església preromànica de sant Miquel i del castell medieval, actualment força enrunades i situades a l'interior d'una propietat tancada. De fet, les restes estan acompanyades per un gran mas, el mas de Palol, situat davant les restes. En origen, aquest reduït nucli era un llogarret que formava part de la població de Vilafant, tot i que amb alcalde propi.

## Història
La primera referència que trobem als document del municipi data de l'any 1020. Es tracta del testament del comte de Besalú, Bernat Tallaferro en què cedeix al seu fill Berenguer les possessions infra terminos de Villa Palaciol.
Aquest reduït nucli està format per les restes de l'església preromànica de sant Miquel, el castell medieval enrunat dels segles xi i xii i el mas de Palol, situat a llevant de la població de Vilafant.
Tot i les notícies que apareixen als documents, l'església de Sant Miquel mostra les característiques pròpies de les construccions preromàniques dels segles IX-X, per la qual es pot deduir que la parròquia podria ser anterior.
L'any 1167, el bisbe de Girona, Guillem, va donar al monestir de Santa Maria de Ripoll l'església de Santa Llogaia d'Àlguema i la seva sufragània del castell, tenint aquest fet com la primera menció del la fortificació i la seva església de Sant Miquel.
En les Rationes decimarum, de l'any 1279, s'esmenta la capella que es coneix com a Pallaciolo de Balloria. Aquesta església apareix lligada al poble de Santa Llogaia d'Alguema fins al segle xvii, moment en què ja no s'hi fa cap més esment del temple de Palol Sabaldòria.
L'any 1354, es menciona que el nucli només consistia en tres cases i depenia directament de Vilafant.
Palol Sabaldòria es va separar del terme de Santa Llogaia d'Àlguema entre 1832 i 1836. Més endavant, l'any 1846 el terme d'aquest poble va ser unit al municipi de Vilafant, per la política de reducció de municipis.